# Viviendo su vida
Viviendo su vida es una adaptación de La reina de Nueva York. Ambas están basadas en el musical Hazel Flagg de Ben Hecht. En esta ocasión los papeles principales los interpretaron Dean Martin, Jerry Lewis y Janet Leigh.

## Reseña
Una atractiva periodista del New York Chronicle convence a su jefe para hacer un reportaje de interés humano sobre un hombre que se está muriendo como consecuencia de un envenenamiento radiactivo. Poco antes de que ésta llegue a Nuevo México, donde vive el enfermo, el médico de éste le informa que todo ha sido un error. Está completamente sano. Ambos hombres, paciente y médico, no obstante, no dudarán en aceptar la oferta de la periodista que los llevará a Nueva York con todos los gastos pagados. Se las ingeniarán para mantener el engaño.

## Otros créditos
- Color: Technicolor
- Sonido: Western Electric Recording
- Sonido: Gene Garvin y Gene Merritt
- Asistente de producción: Jack Mintz
- Director de segunda unidad: Arthur Rosson
- Asistente de dirección: Michael D. Moore
- Efectos especiales: John P. Fulton
- Dirección artística: Albert Nozaki y Hal Pereira
- Decorados: Sam Comer y Emile Kuri
- Diseño de vestuario: Edith Head
- Coreógrafo: Nick Castle